# Helmstedter Straße 59 (Magdeburg)

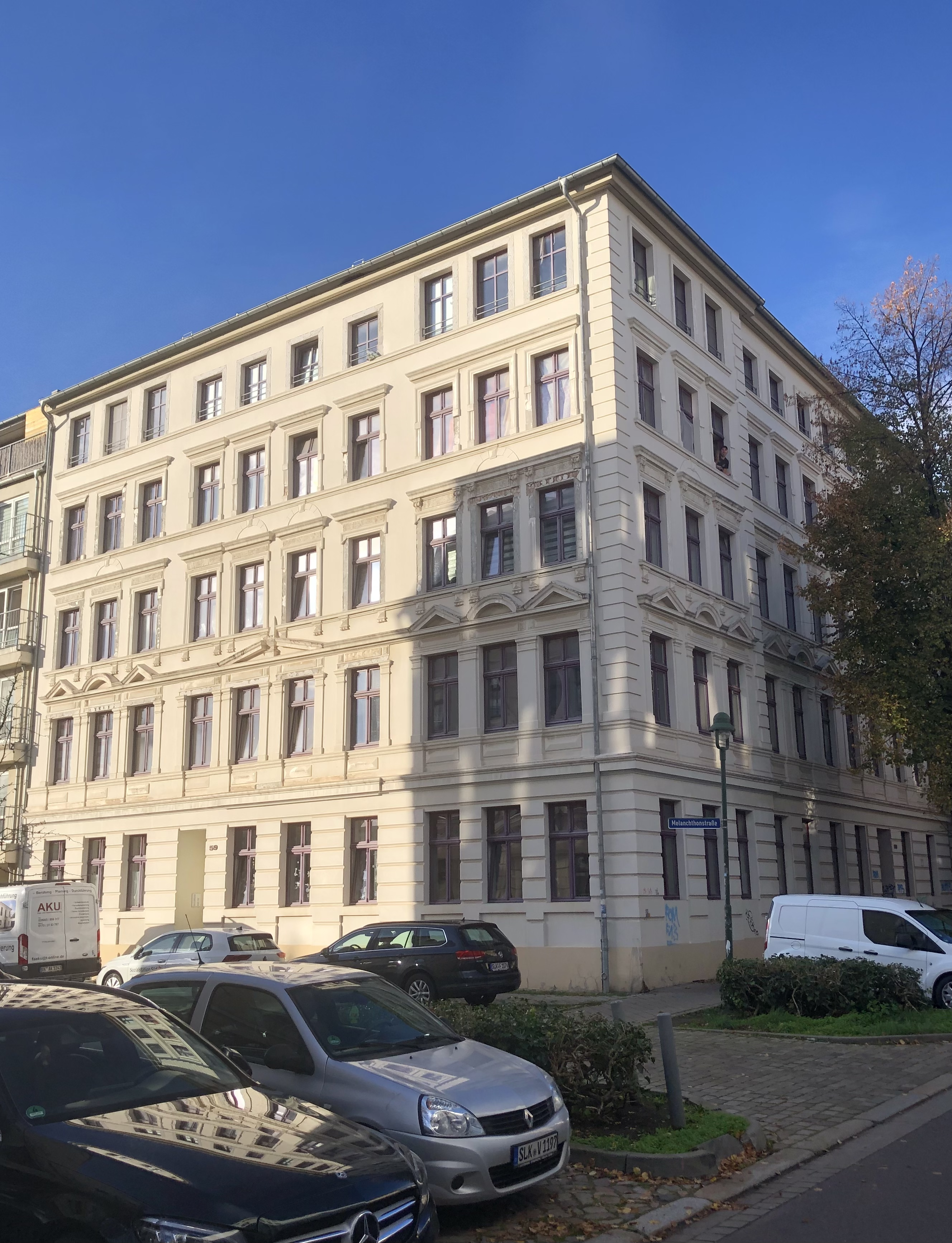
Magdeburg, Helmstedter Straße 59 im Jahr 2022

Helmstedter Straße 59 ist ein denkmalgeschütztes Wohnhaus im Magdeburger Stadtteil Sudenburg in Sachsen-Anhalt.

## Lage
Das Gebäude befindet sich auf der Westseite der Helmstedter Straße in einer das Straßenbild prägenden Ecklage zur südlich einmündenden Melanchthonstraße. Es gehört auch zum Denkmalbereich Helmstedter Straße 5–13, 53–55, 57–61. Nördlich grenzt das gleichfalls denkmalgeschützte Haus Helmstedter Straße 58 an.

## Architektur und Geschichte
Das viereinhalbgeschossige verputzte Bauwerk entstand im späten 19. Jahrhundert. Die Fassaden sind im Stil der Neorenaissance gestaltet und zehnachsig (Südseite) bzw. elfachsig (Westseite) ausgeführt. Die Ecksituation wird durch jeweils einen dreiachsigen Eckrisalit betont. Das Erdgeschoss ist mit einer Rustizierung versehen. Die Fensteröffnungen der Beletage im ersten Obergeschoss sind Giebeln in Segmentbogen- bzw. Dreiecksform überspannt. Das etwas vorkragende Dach verfügt über ein profiliertes Traufgesims. Der Bau wirkt insgesamt mit seiner schon als kastenartig beschriebenen Bauform eindrucksvoll.
Im örtlichen Denkmalverzeichnis ist das Wohnhaus unter der Erfassungsnummer 094 82058 als Baudenkmal verzeichnet.
Das Gebäude gilt als Kopfbau der geschlossenen gründerzeitlichen Straßenbebauung als städtebaulich und stadtgeschichtlich bedeutend.